# Даики Хашиока
Даики Хашиока (јап. 橋岡 大樹; 17. мај 1999) јапански је фудбалер.

## Репрезентација
За репрезентацију Јапана дебитовао је 2019. године. За национални тим одиграо је 2 утакмице.

## Статистика
| Јапан  | Јапан | Јапан |
| Год.   | Ута.  | Гол.  |
| ------ | ----- | ----- |
| 2019   | 2     | 0     |
| Укупно | 2     | 0     |